# Daiki Kogure
Daiki Kogure (小暮 大器 Kogure Daiki?, nacido el 17 de mayo de 1994 en Ryūgasaki, Ibaraki) es un futbolista japonés que se desempeña como centrocampista.

## Trayectoria

### Clubes
| Club                | País  | Año         |
| ------------------- | ----- | ----------- |
| Cerezo Osaka        | Japón | 2013 - 2016 |
| Tokushima Vortis    | Japón | 2014        |
| J. League sub-22    | Japón | 2014 - 2015 |
| Cerezo Osaka sub-23 | Japón | 2016        |
| Ehime FC            | Japón | 2017 -      |

## Estadística de carrera

### J. League
| Club                | Año   | J. League | J. League | Copa J. League | Copa J. League | Total | Total |
| Club                | Año   | Part.     | Goles     | Part.          | Goles          | Part. | Goles |
| ------------------- | ----- | --------- | --------- | -------------- | -------------- | ----- | ----- |
| Cerezo Osaka        | 2013  | 3         | 0         | 0              | 0              | 3     | 0     |
| Tokushima Vortis    | 2014  | 13        | 0         | 4              | 1              | 17    | 1     |
| Cerezo Osaka        | 2015  | 3         | 0         | -              | -              | 3     | 0     |
| Cerezo Osaka        | 2016  | 0         | 0         | -              | -              | 0     | 0     |
| J. League sub-22    | 2014  | 5         | 0         | -              | -              | 5     | 0     |
| J. League sub-22    | 2015  | 1         | 0         | -              | -              | 1     | 0     |
| Cerezo Osaka sub-23 | 2016  | 27        | 0         | -              | -              | 27    | 0     |
| Ehime FC            | 2017  | 32        | 1         | -              | -              | 32    | 1     |
| Total               | Total | 84        | 1         | 4              | 1              | 88    | 2     |